# Tano (fiume)
Il Tano è un fiume che scorre nella parte sudoccidentale del Ghana.
Nasce all'interno della foresta a Poyeem, un sobborgo della città di Techiman, capoluogo della regione di Bono Est, e scorre per 400 km in direzione sud fino alla laguna di Aby in Costa d'Avorio dove sfocia nell'Oceano Atlantico. Nell'ultimo tratto del suo corso forma il confine naturale tra Ghana e Costa d'Avorio.
Gli affluenti principali sono i fiumi Abu, Amama, Bo, Disue, Soro, Atronie, Sabom, Gaw, Kwasa, Sumre e Totua. L'area complessiva del bacino imbrifero è pari a circa 15 000 km², solo una piccola parte si trova in Costa d'Avorio.
Il fiume è navigabile negli ultimi 70 km circa del suo corso.